# Xavier Le Pichon
Xavier Le Pichon (Quy Nhơn, Indochina Francesa, hoy Vietnam, 18 de junio de 1937-22 de marzo de 2025) fue un geofísico francés, pionero de la tectónica de placas al proponer un modelo computacional en 1968.
Fue profesor titular de la carrera de geodinámica en el Colegio de Francia desde 1986 hasta 2008. Desde 2009 fue profesor emérito en dicha universidad (2009-2025).

## Biografía
Se graduó en física en la Universidad de Caen en 1959. En 1963 comenzó su carrera científica como asistente en la Universidad de Columbia en Nueva York y en 1966 obtiene un doctorado en la Universidad de Estrasburgo. 
En 1968 propuso el primer modelo de tectónica de placas, que justamente coincidía con los estudios de Dan McKenzie y Robert L. Parker realizados en el mismo año, y elaboró un modelo hecho en computadora del movimiento de seis placas durante 120 millones de años. La ilustración del modelo fue hecha por Tanguy de Remur y con el desarrollo del modelo de Le Pichón se pudo comprender la historia tectónica de los continentes. En 1973 escribió junto con Jean Bonnin y Jean Francheteau, el libro Plate Tectonics que se convirtió en una referencia para la geofísica en los años siguientes.

## Premios y membresías
- 1973: medalla de plata del CNRS.
- 1984: Medalla Maurice Ewing de la Unión Geofísica de Estados Unidos.
- 1985: miembro de la Academia Francesa de Ciencias; caballero de la Legión de Honor.
- 1990: Premio Japón; oficial de la Orden Nacional del Mérito.
- 1991: Medalla Wollaston, Sociedad Geológica de Londres.[5]
- 1995: asociado extranjero del United States National Academy of Sciences.
- 2002: Premio Balzan.
- 2003: Medalla Alfred Wegener de la Unión Europea de Geociencias.

## Principales obras
- con J. Francheteau y J. Bonnin, Plate Tectonics, Elsevier, 1973, 300 p.
- con G. Pautot, Le Fond des Océans, Que sais-je?, 1976, 128 p.
- con C. Riffaud, Expédition Famous, à 3000 m sous l'Atlantique, Albin Michel, 1976, 300 p.
- Kaiko, voyage aux extrémités de la mer, Éditions Odile Jacob-Le Seuil, 1986, 255 p.
- Aux Racines de l'homme : de la mort à l'amour, Presses de la Renaissance, 1997, 300 p.
- con Tang Yi Jie, La Mort, Desclée de Brouwer, 1999, 154 p.
- Communication et communion   L'Arche-La Ferme 133p. 1998